# Дзех Олександр Віталійович
Олекса́ндр Віта́лійович Дзе́х (1974—2014) — старший сержант Збройних сил України, 72-га окрема механізована бригада, учасник російсько-української війни.

## Життєпис
Народився 1974 року в Києві (за даними «Книги пам'яті» в селі Бузова). Закінчив 1988 року 8 класів ЗОШ села Бузова, училище та Національний аграрний університет. Проходив строкову військову службу в лавах ЗСУ. Після демобілізації служив у спеціальному підрозділі МВСУ «Беркут», по тому працював охоронцем.
Призваний за мобілізацією 20 червня 2014 року Києво-Святошинським райвійськкоматом; старший сержант, командир гранатометного відділення. Родина втратила зв'язок з Олександром 19 липня. Тіло знаходилося в зоні бойових дій; імовірна дата смерті — 31 липня 2014-го, під час виконання бойового завдання. Згодом встановлено, що загинув 19 липня під Маринівкою.
Похований в селі Бузова, Києво-Святошинський район.
Без Олександра лишились мама, дружина та двоє дітей — донька й син.

## Нагороди та вшанування
- 14 листопада 2014 року за особисту мужність і героїзм, виявлені у захисті державного суверенітету та територіальної цілісності України, вірність військовій присязі під час російсько-української війни, відзначений — нагороджений орденом «За мужність» III ступеня (посмертно)
- звання «Герой-захисник Вітчизни» Києво-Святошинського району (рішення Києво-Святошинської районної ради від 20.12.2016).